# Bjarnarey
Bjarnarey – mała wyspa o powierzchni 0,32 km² pochodzenia wulkanicznego, należąca do archipelagu Vestmannaeyjar na południu Islandii.